# 1120年
| 千纪： | 2千纪 |
| 世纪： | 11世纪 \| 12世纪 \| 13世纪 |
| 年代： | 1090年代 \| 1100年代 \| 1110年代 \| 1120年代 \| 1130年代 \| 1140年代 \| 1150年代                                                           |
| 年份： | 1115年 \| 1116年 \| 1117年 \| 1118年 \| 1119年 \| 1120年 \| 1121年 \| 1122年 \| 1123年 \| 1124年 \| 1125年                                 |
| 纪年： | 庚子年（鼠年）；辽天庆十年；北宋宣和二年；西夏元德二年；金天辅四年；方腊永乐元年；大理文治十一年；越南天符睿武元年；日本元永三年，保安元年 |

## 大事记
- 中国
  - 方臘起義
  - 宋徽宗下令停運花石綱，又以童貫為江浙宣撫使，譚稹任兩浙路制置使。
  - 金國攻陷遼國上京臨潢府。
  - 北宋、金國議定海上之盟，金宋约定：金兵攻取遼中京，宋兵攻取燕京。

## 出生
- 汪大猷（1120年－1200年，80岁），南宋政治外交人物，曾出使過金國。
- 劉完素（1120年－1200年，80岁），金代四大醫學家之一，「寒涼派」的創始人。
- 洪遵（1120年－1174年，54岁），曾任徽猷閣直學士、提舉萬壽觀兼權直學士院，封魏國忠宣公。
- 埃里克九世（1120年－1160年，40岁），瑞典君主。